# ATV: Quad Power Racing
ATV: Quad Power Racing est un jeu vidéo de course en véhicule tout-terrain publié en 2000 sur console PlayStation et en 2002 sur Game Boy Advance. Une suite intitulée ATV Quad Power Racing 2 est publiée en 2003, qui devait elle-même être suivie par un troisième suite, ATV Quad Power Racing 3, au début de 2005, mais annulée, Acclaim Entertainment ayant déposé le bilan.

## Système de jeu
Le jeu comprend quatre modes de gameplay : championnat, course simple, contre-la-montre, et deux joueurs. Dans le mode championnat, le joueur peut choisir entre six différents personnages et douze pistes,. Les pistes sont divisées en trois thèmes : désert, forêt et neige. L'objectif est de remporter la première place face à cinq adversaire contrôlés par intelligence artificielle. Dans le contre-la-montre, et la course simple, l'objectif est d'inscrire le plus haut score par temps et place, respectivement. Le mode deux joueurs et une course par écrans interposés entre deux joueurs. Le groupe comprend aussi une option pour le temps extérieur.

## Accueil
ATV Quad Power Racing est négativement accueilli par la presse spécialisée. GameRankings lui attribue une moyenne générale de 46 sur 100.
Shane Satterfield de GameSpot explique que « pour les plus enthousiastes en matière d'ATV seront déçus de voir un tel jeu aux graphismes répétitifs [...] et sans variété, ni fun. » IGN n'accorde pas une bonne critique, expliquant que « ce jeu n'a aucun réel équilibre, comprend des courses avec des IA débiles. » Game Vortex attribue une note de 86 sur 100  mais conclut que « ATV Quad Power Racing est à tester, surtout pour les hardcore gamers. » Allgame lui attribue une note de 2,5/5.